# Doktor De Soto
Doktor De Soto (englischer Originaltitel Doctor De Soto) ist ein Bilderbuch des US-amerikanischen Kinderbuchautors und Cartoonisten William Steig aus dem Jahr 1982. Die deutsche Erstausgabe wurde 1983 beim Hoch-Verlag Düsseldorf veröffentlicht.

## Inhalt
Zu Doktor De Soto, einem erfahrenen und sehr beliebten Zahnarzt, kommt eines Tages ein Fuchs, der schreckliche Zahnschmerzen hat. Da der Doktor und seine Assistentin, seine Gattin Mrs. De Soto, Mäuse sind, behandeln sie normalerweise keine Tiere, die für Mäuse gefährlich sind. Doch der Fuchs jammert so fürchterlich, dass Doktor De Soto und seine Frau schließlich in die Behandlung einwilligen.
Mit Hilfe einer Leiter sieht sich De Soto die Zähne des Fuchses an und stellt – zusätzlich zu schrecklichem Mundgeruch – einen kaputten Backenzahn fest. Während der Zahnarzt den Kiefer untersucht, merkt der Fuchs, dass er großen Appetit auf Maus habe, doch seine Zahnschmerzen halten ihn davon ab, den Zahnarzt zu fressen. De Soto betäubt die Stelle um den kaputten Backenzahn und zieht diesen gemeinsam mit seiner Frau und einer Seilwinde. De Soto verspricht, einen neuen Zahn herzustellen und diesen dem Fuchs am nächsten Tag einzusetzen.
Den beiden Mäusen ist bewusst, wie riskant dieser Eingriff sein wird und so schmieden sie einen Plan, wie sie sich vor dem gefräßigen Fuchs schützen können. Als dieser am Folgetag erscheint, implantiert De Soto einen Goldzahn, der dem Fuchs perfekt passt. Bevor dieser die beiden Mäuse fressen kann, bietet ihm De Soto eine Tinktur an, die angeblich ein Leben lang vor Zahnschmerzen schützt. Das gefällt dem Fuchs, der nichts mehr hasst als Schmerzen, und so pinselt De Soto sämtliche Zähne mit dem Wundermittel ein. Daraufhin weist er den Fuchs an, seine Zähne fest und für eine volle Minute zusammen zu beißen. Doch als der Fuchs im Anschluss seinen Kiefer öffnen möchte, kleben die Zähne bombenfest aneinander. De Soto erklärt ihm, dass dies notwendig sei und ein bis zwei Tage anhalte, damit das Mittel tatsächlich wirksam sei.
Dem Fuchs bleibt nichts anderes übrig, als sich zähneknirschend für die Behandlung zu bedanken und von dannen zu ziehen. De Soto und seine Frau hingegen freuen sich, dass sie den Fuchs überlisten konnten (im Englischen to outfox), geben sich einen Kuss und nehmen sich den Rest des Tages frei.

## Rezeption
Kaylee Davis schreibt in ihrer Rezension: „Dies ist nicht nur eine wunderbare, gut erzählte Geschichte, sondern auch eine beruhigende Lektüre für kleine Kinder, die sich vor dem Zahnarztbesuch fürchten.“ Kristi Thomas Beavin schreibt im School Library Journal: „Die Geschichte hat insgesamt eine festere, alltäglichere Realität als Steigs frühere Bücher: Hier rettet nicht Magie, sondern Schlagfertigkeit den Tag. Die Sprache ist weniger lyrisch, was die wörtliche Qualität der Geschichte widerspiegelt, und die Illustrationen sind sorgfältig gestaltete Straßenszenen und detaillierte Innenräume anstelle der schimmernden Pastellbilder von Sylvester, Pearl und Gorky. Auch wenn es nicht die Magie einiger seiner früheren Bücher hat, ist es doch ein guter Zeitvertreib und insgesamt sehr befriedigend.“

## Besonderheiten
William Steig startete mit dem Schreiben von Kinderbüchern erst im Alter von 61 Jahren, nachdem er lange Zeit als Cartoonist für den New Yorker gearbeitet hatte. Mit seinen Kinderbüchern gewann er mehrere Auszeichnungen und eroberte mit ihnen die Herzen von Kindern auf der ganzen Welt. Seine bekannteste Schöpfung ist wohl der Oger Shrek.

## Auszeichnungen
Doktor De Soto wurde als Newbery Honor Book ausgezeichnet. Das Buch erhielt 1983 einen National Book Award for Children's Books in der Kategorie Bilderbuch. 1982 wurde Doktor De Soto mit dem Horn Book Fanfare Award ausgezeichnet.

## Referenzen
Doktor De Soto ist in dem literarischen Nachschlagewerk 1001 Kinder- und Jugendbücher – Lies uns, bevor Du erwachsen bist! für die Altersstufe 5+ Jahre enthalten. Das Buch ist außerdem in der Anthologie The Hutchinson Treasury of Children's Literature enthalten.

## Adaptionen
- Doctor DeSoto, 7-minütiger, Oscar-nominierter Kurz-Animationsfilm, 1984 (deutsche Version 1985 in der Sendung mit der Maus erstausgestrahlt).

## Ausgaben
- Doctor De Soto. Farrar, Straus und Giroux, USA 1982 (englisch).
- Doktor De Soto. Hoch-Verlag, Düsseldorf 1983.